# Операція «Тарнеголь»
Операція «Тарнеголь» (івр. מבצע תרנגול, «Півень») — операція ізраїльських військово-повітряних сил проведена напередодні вторгнення на Синай 1956 року. Ізраїльський Gloster Meteor NF.13 перехопив і знищив єгипетський Іл-14, який перевозив членів єгипетського Генерального штабу з Сирії до Єгипту

## Історія
24 жовтня 1956 року, коли Ізраїль, Франція та Велика Британія готувалися до початку операцій «Кадеш» і «Мушкетер» для відновлення контролю над Суецьким каналом, Єгипет підписав військовий договір із Сирією та Йорданією, і всі старші єгипетські офіцери, у тому числі фельдмаршал Абдель Хакім Амер (віце-президент і головнокомандувач), перебували у Дамаску на координаційній зустрічі з сирійськими військовими.
За даними ізраїльської розвідки отриманими вранці 28 жовтня, делегація повинна була повернутись до Каїра вночі на єгипетському літаку Іл-14. Це давало можливість позбавити Єгипет вищого військового командування напередодні операцій і ізраїльським ВПС було доручено збити літак.
28 жовтня 1956 року, о 14:00, капітан Йоаш Цидон отримав наказ терміново підготувати літак NF.13 для секретної місії. На той час лише один з трьох Gloster Meteor, що мали ізраїльські ВПС, був придатний для нічних польотів і обладнаний радаром. До вказаного часу Gloster Meteor NF.13 #52, оснащений чотирма 20-мм гарматами, кожна з 160 снарядами, і двома 330-літровими зовнішніми паливними баками, був готовий до польоту. Цидон зі штурманом Еліяшевом Брошем вилетіли на завдання дуже темною, безмісячною ніччю. Над Середземним морем, на північний захід від узбережжя Ізраїлю, досить близько до Кіпру, Брош повідомив про контакт з ціллю на відстані приблизно 3 милі. Після ретельної ідентифікації, Цидон відкрив вогонь (за наказом командувача ВПС генерал-майора Дана Толковського пілоти повідомили по радіо форму літака, кількість вікон і навіть, що бачать через вікна Іл-14). Одна з гармат, встановлених у Gloster Meteor NF.13 на крилах, не спрацювала, стрілянина з трьох гармат закрутила літак. Іллюшин отримав пошкодження двигуна, але продовжив політ. Після другого залпу Іллюшин вибухнув великою вогняною кулею. Через вибух ізраїльський літак втратив керованість, відновити її вдалося лише на дуже низькій висоті. Літаку ледве вдалося повернутися і дотягнути до авіабази Хацор, оскільки витрата палива перевищила заплановану.

## Результати
Загинуло шістнадцять єгипетських офіцерів і журналістів, що перебували на борту Іллюшина, та двоє членів екіпажу. Проте незабаром розвідка повідомила, що Абдель Хакіма Амера у літаку не було. Він змінив свої плани, залишився в Дамаску і вилетів із сирійської столицю на іншому літаку. Командування ВПС розглядало можливість перехоплення та збиття другого літака, але відмовилось з міркувань загрози викриття джерел розвідки.
Іл-14 впав у Середземне море, але напад лишився в таємниці, причиною вважали аварію. Незабаром уряд Єгипту звернувся до Великої Британії із проханням про допомогу на гуманітарній основі у пошуках зниклого літака, британці та єгиптяни розпочали пошукові операції і кілька днів оглядали акваторію Середземного моря. Британці також передали прохання про допомогу Ізраїлю, і ізраїльський флот, не поінформований про операцію ВПС, приєднався до пошуків. Пошукова флотилія була помічена ізраїльськими ВПС. Оскільки тільки безпосередні учасники та кілька високопоставлених офіцерів ВПС знали про операцію з перехоплення, вищому командуванню був направлений запит на залучення військово-морських сил для її нейтралізації. Запит було відхилено.
Операція «Тарнеголь» лишилася військовою таємницею протягом 32 років і була оприлюднена тільки в січні 1989 року.